# Nicolas Cocaign
Nicolas Cocaign, dit le « cannibale de Rouen », né en novembre 1971 à Hirson (Aisne), est un criminel français, connu pour un fait d'anthropophagie dans la maison d'arrêt de Rouen.

## Biographie

### Jeunesse
Né sous X en novembre 1971, d'une mère « malade psychiatrique, mythomane, intellectuellement déficiente » et sans domicile fixe de 21 ans, Nicolas Cocaign est abandonné deux mois après sa naissance dans une pouponnière de la DDASS du Nord de la France. 
En septembre 1975, à trois ans et demi, Nicolas Cocaign est adopté par un couple de quadragénaires de Petit-Quevilly, Geneviève et François Cocaign, deux employés de la Poste. Cocaign est un enfant agité.
En 1978, âgé de six ans, Nicolas Cocaign apprend son abandon par sa mère biologique. Nourrissant une rancœur à son égard, il déclare à sa psychologue vouloir la tuer si elle est encore vivante, ou aller cracher sur sa tombe si elle est morte. Nicolas Cocaign réalise par la suite plusieurs fugues.
Durant l'été 1985, Cocaign part en colonie de vacances — il affirme plus tard y avoir subi un viol. C'est à cette période qu'il bascule dans la délinquance et la toxicomanie : vol de sac à main, joints, alcool. 

### Âge adulte, premiers crimes
En novembre 1989, le jour de ses 18 ans, Cocaign se rend à la DDASS et demande son dossier pour retrouver sa mère mais ses recherches ne donnent rien. Il a une fille avec une prostituée, Sophia, avec qui il s'installe dans une petite maison en Normandie. C'est à cette époque qu'il se couvre le corps de tatouages, notamment la moitié droite du visage, avec deux cernes noirs, de fausses larmes de sang et une mâchoire de mort. En proie à de « violentes pulsions sexuelles » et des désirs morbides d'anthropophagie, il souffre de schizophrénie et est plusieurs fois interné dans un hôpital psychiatrique. Il a une deuxième fille, née en octobre 1998. 
Pour obtenir quelques milliers d’euros, il n'hésite pas à séquestrer ses parents en 1995, braquer une poste en 1997, et deux succursales de la BNP en 2001.
Placé en détention provisoire en 2001, Cocaign est condamné, en 2002, à cinq ans de prison ferme. Incarcéré trois ans au centre de détention de Val-de-Reuil, il est libéré le 24 août 2005 mais échoue dans la rue, sans domicile fixe.

### Affaire de tentative de viol et incarcération
Dans la nuit du 25 au 26 mars 2006, Nicolas Cocaign commet une tentative de viol sur une jeune femme sous la menace d'un Taser. La jeune femme porte plainte, de l'ADN masculin est retrouvé, puis comparé au Fichier national automatisé des empreintes génétiques dont ressort un profil génétique précédemment enregistré : c'est l'ADN de Nicolas Cocaign, alors âgé de 34 ans. 
À la suite de cette analyse ADN, le 12 avril 2006, Nicolas Cocaign est arrêté pour « tentative de viol commis sous la menace d'une arme ». Cocaign est mis en examen puis incarcéré à la prison de Bonne Nouvelle, la maison d'arrêt de Rouen, où son état mental se dégrade rapidement : Cocaign délire toute la journée. 
En novembre 2006, après sept mois de prison préventive, Cocaign demande son placement à l'isolement, au motif d'« envies cannibales ». Sa requête est examinée mais Cocaign, souffrant de schizophrénie, voit cette demande classée sans suite le 29 novembre 2006.
En décembre 2006, est ajoutée au dossier médical de Cocaign l'expertise psychiatrique suivante : « Troubles psychiatriques à dimension aliénante de type schizophrène simple », « délire de toute-puissance lui donnant la certitude d'avoir un don et un droit sur les autres ».

### Meurtre et cannibalisme en détention provisoire
Dans la nuit du 2 au 3 janvier 2007, dans la cellule numéro 26 de 11 m2, une querelle éclate au sujet de l'hygiène, entre Nicolas Cocaign et son co-détenu Thierry Baudry à qui il reprochait notamment d'avoir bouché les toilettes de leur cellule avec du papier toilette. Nicolas Cocaign pris d'une « jouissance intérieure identique à une jouissance sexuelle », tabasse à coups de poing, de genou, de pied Thierry Baudry avant de le poignarder d'une dizaine de coups sur le dos, le cou et le thorax avec un couteau artisanal et de l'achever en l'étouffant avec des sacs poubelles durant cinq minutes, devant les yeux impuissants du troisième détenu David Lagrue.
Piqué par la « curiosité », Nicolas Cocaign entreprend de manger le cœur de sa victime. Avec une lame de rasoir, il découpe le thorax de Thierry Baudry, prélève un organe qui s'est avéré être par la suite un morceau de son poumon gauche et des muscles intercostaux, et met le tout dans un tupperware.
Il mange une partie crue et cuisine le reste avec un peu d'ail, de riz et des échalotes sur un réchaud de fortune, sous les yeux de David Lagrue, en état de choc qui finira par se suicider le 19 novembre 2009.
Nicolas Cocaign confie plus tard au psychologue Lucien Venon qui l'a examiné : « Ce qui est terrible, c'est que c'est bon. Ça a le goût de cerf. C'est tendre ».

### Recours contre l'administration pénitentiaire
En janvier 2007, à la suite du meurtre et de l'acte de barbarie envers son codétenu, la commission de discipline de l'administration pénitentiaire condamne Nicolas Cocaign à quarante-cinq jours de cellule disciplinaire et le met en examen pour meurtre suivi de cannibalisme. Cocaign est transféré dans une autre prison, au Centre pénitentiaire de Bois-d'Arcy. 
En février 2007, Nicolas Cocaign dépose contre cette décision un recours auprès de la direction régionale des services pénitentiaires, prétextant que « la durée du placement et les conditions d'existence au sein du quartier disciplinaire » sont une violation de l'article 3 de la Convention européenne contre la torture, qui dispose que « Nul ne peut être soumis à la torture ni à des peines ou traitements inhumains ou dégradants ». Le directeur régional confirme la mesure, l'estimant « adaptée ».
En juillet 2007, Nicolas Cocaign saisit la Cour européenne des droits de l'homme mais la cour reconnaît que, compte tenu de sa dangerosité, l'autorité pénitentiaire a bien fait de « l'isoler des autres détenus » et que sa détention était accompagnée d'une prise en charge « appropriée » n'excédant pas « le niveau inévitable de souffrance inhérent à la détention » et qu'en conséquence, l'article 3 de la Convention a été respecté par les autorités pénitentiaires.

### Procès pour meurtre, procès pour tentative de viol
Du 21 au 24 juin 2010, dans le cadre du meurtre de son codétenu, a lieu le procès de Nicolas Cocaign devant la cour d'assises de la Seine-Maritime. Au terme des quatre journées du procès, les jurés suivent les réquisitions de l'avocate générale et condamnent Cocaign à trente ans de réclusion criminelle, assortis d'une période de sûreté de vingt ans. Cocaign n'interjette pas appel de cette décision.
Le 16 février 2011, la cour d'assises de Seine-Maritime reconnaît Nicolas Cocaign coupable de « tentative de viol avec arme » dans l'affaire de 2006 et le condamne pour l’agression commise à une peine de dix ans de réclusion criminelle, qu'il purge à la maison d'arrêt de Bois-d'Arcy.

## Documentaire télévisé
- « Le Cannibale de Rouen », les 9 septembre 2011, 17 et 24 août 2012 dans Suspect no 1 sur TMC.